# Adler Capelli
Pour les articles homonymes, voir Capelli.
Adler Capelli (né le 8 novembre 1973 à San Pietro in Casale, dans la province de Bologne en Émilie-Romagne) est un coureur cycliste italien.

## Biographie
Adler Capelli a notamment été champion du monde de poursuite par équipes en 1996 et 1997.

## Palmarès

### Jeux olympiques
- Barcelone 1992
  - 5e du kilomètre
- Atlanta 1996
  - 4e de la poursuite par équipes
- Sydney 2000
  - 11e de la poursuite par équipes

### Championnats du monde
- Manchester 1996
  -  Champion du monde de poursuite par équipes (avec Cristiano Citton, Andrea Colinelli et Mauro Trentini)
- Perth 1997
  -  Champion du monde de poursuite par équipes (avec Cristiano Citton, Andrea Colinelli et Mario Benetton)
- Bordeaux 1998
  -  Médaillé de bronze de la poursuite par équipes (avec Cristiano Citton, Andrea Colinelli et Mario Benetton)

### Coupe du monde
- 1997
  - 2e de la poursuite par équipes à Quatro Sant'Elana
- 1998
  - 1er de la poursuite par équipes à Hyères
- 2000
  - 1er de la poursuite par équipes à Turin

### Championnats nationaux
- 1990
  -  Champion d'Italie du kilomètre juniors
  -  Champion d'Italie de poursuite juniors
- 1991
  -  Champion d'Italie du kilomètre juniors
  -  Champion d'Italie de poursuite juniors
- 1992
  -  Champion d'Italie de poursuite par équipes (avec Alberto Diolaiti, Gianni Patuelli et Davide Taroni)
- 1994
  -  Champion d'Italie de poursuite par équipes (avec Eddy Serri, Gianni Patuelli et Davide Taroni)
- 1996
  -  Champion d'Italie de poursuite par équipes (avec Eddy Serri, Gianmarco Agostini et Roger Piana)